# Isaac Siegel

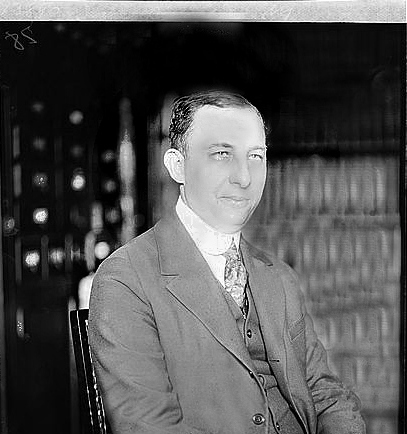
Isaac Siegel, 1921

Isaac Siegel (* 12. April 1880 in New York City; † 29. Juni 1947 ebenda) war ein US-amerikanischer Jurist und Politiker. Zwischen 1915 und 1923 vertrat er den Bundesstaat New York im US-Repräsentantenhaus.

## Werdegang
Isaac Siegel besuchte öffentliche Schulen und verfolgte ein zusätzliches Studium in New York City. 1901 graduierte er an der New York University Law School. Nach dem Erhalt seiner Zulassung als Anwalt am 26. Mai 1902 begann er in New York City zu praktizieren. Er wurde in den Jahren 1909 und 1910 zum Special Deputy Attorney General für die Verfolgung von Wahlfälschung ernannt. Politisch gehörte er der Republikanischen Partei an.
Bei den Kongresswahlen des Jahres 1914 für den 64. Kongress wurde Siegel im 20. Wahlbezirk von New York in das US-Repräsentantenhaus in Washington, D.C. gewählt, wo er am 4. März 1915 die Nachfolge von Jacob A. Cantor antrat. Er wurde drei Mal in Folge wiedergewählt. Da er auf eine erneute Kandidatur im Jahr 1922 verzichtete, schied er nach dem 3. März 1923 aus dem Kongress aus. Während seiner Kongresszeit hatte er den Vorsitz über das Committee on the Census (66. und 67. Kongress). Ferner besuchte er während des Ersten Weltkrieges als Mitglied eines Überseeausschusses im Juli und August 1918 Frankreich und Italien. Er nahm 1916, 1920, 1924 und 1936 an den Republican National Conventions teil.
Nach seiner Kongresszeit kehrte er wieder zu seiner Tätigkeit als Anwalt zurück. Am 4. Juli 1939 wurde er zum Magistrat von New York City ernannt – eine Stellung, die er bis zum 14. September 1940 innehatte. Zu jenem Zeitpunkt wurde er Richter am Familiengericht (domestic relations court) von New York City. Er bekleidete diesen Posten bis zu seinem Unfalltod durch einen Fenstersturz am 29. Juni 1947. Sein Leichnam wurde auf dem Field Cemetery in Brooklyn beigesetzt.